# مطار أوتي
مطار أوتي ((بالإنجليزية: Utti Airport)‏ - (بالفنلندية: Utin lentoasema)‏ ) (إياتا: UTI، إيكاو: EFUT) هو مطار عسكري يقع في أوتي، كوفولا، فنلندا، يبعد حوالي 7 ميل بحري (13 كـم؛ 8 ميل) شرق مركز مدينة كوفولا. تتمركز كتيبة طائرات الهليكوبتر التابعة لفوج أوتي جيجر [الإنجليزية] في المطار.

## روابط خارجية
- AIP Finland - مطار أوتي
- حالة الطقس في مطار أوتي.